# Caria colubris
Caria colubris är en fjärilsart som beskrevs av Jacob Hübner 1823. Caria colubris ingår i släktet Caria och familjen Riodinidae. Inga underarter finns listade i Catalogue of Life.